# Castle Dale
Castle Dale è un comune degli Stati Uniti d'America, nella contea di Emery nello Stato dello Utah.